# Medina leskiaeformis
Medina leskiaeformis är en tvåvingeart som beskrevs av Herting 1973. Medina leskiaeformis ingår i släktet Medina och familjen parasitflugor. Inga underarter finns listade i Catalogue of Life.